# En la piel de Alicia
En la piel de Alicia es una telenovela peruana producida por Michelle Alexander para América Televisión en 2019.
La historia trata sobre una familia afectada tras una terrible tragedia, relacionada con la violación sexual y la violencia de género. Según la guionista de la novela, Rita Solf, está basada en una recopilación de hechos reales ocurridos en el Perú, en especial del caso de Eyvi Ágreda, a quien se le dedicó la telenovela en su memoria.
Está protagonizada por Ximena Palomino, Luis José Ocampo, Erika Villalobos y Bruno Odar, junto con Andrés Vilchez, Javier Valdés, Gonzalo Molina, Norka Ramirez y Alberick García en los roles antagónicos. Además cuenta con las actuaciones estelares de Karime Scander, Liliana Trujillo, Vanessa Saba, Nicolás Galindo, Oscar Carrillo, Muki Sabogal, José Luis Ruiz y Carlos Victoria.

## Elenco
- Ximena Palomino como Alicia Huayta Izquierdo
- Érika Villalobos como Norma Izquierdo
- Bruno Odar como Jaime Bueno Pastor
- Andrés Vilchez como Héctor Hipólito Pacheco
- Nicolás Galindo como Ángel Aguinaga León / Escalante León
- Carlos Victoria como Baltazar Rey Reyes
- Vanessa Saba como Verónica León Arias
- Gonzalo Molina como Iván Moreyra De La Torre
- Karime Scander como Julia Huayta Izquierdo
- Liliana Trujillo como Ana Pacheco Ortiz de Hipólito
- Javier Valdés como Rufino León Gastañeta
- Norka Ramírez como Isidora Castro Solís de Rey
- Óscar Carrillo como el Policía Juan Hipólito Roque
- Haydeé Cáceres como Teresa Pastor Quispe de Bueno
- José Luis Ruiz como el Fiscal Andrés Alpaca
- Diego Carlos Seyfarth como Paco Martens
- Luis José Ocampo como Ricardo «Richie» Barroso
- Martín Velásquez como Alessandro Hipólito Pacheco
- Ivanna Vernal como Lucía «Lucy» Huayta Izquierdo
- María Fernanda Marsano como Linda Alpaca Márquez
- Gabriela Billotti como Ofelia Arias Chávez de León
- Urpi Gibbons como Inés Panizo
- Andrea Fernández como Roberta
- Antonio Arrué como Bernardo Aguinaga
- Brigitte Jouannet como Gina Garcia, amiga de Julia
- Muki Sabogal como Rosa Rey, la amiga de Julia
- Pedro Olórtegui como Dr. Eduardo López
- Paul Ramírez como Jacinto Aparicio López
- Sylvia Majo como Gladys Huerta Páucar de Aparicio
- Rafael Vásquez de Velasco como Fiscal corrupto